# Olympique de Marseille Athlétisme
L'Olympique de Marseille Athlétisme est un club d'athlétisme français basé à Marseille. Le siège se situe boulevard Michelet, à proximité du Stade Vélodrome. Bien qu'il utilise son logo et sa devise sous convention, le club n'a plus de lien juridique avec le club de football de l'Olympique de Marseille depuis 1982.

## Histoire
En novembre 1997, le 1er régiment étranger de la Légion étrangère passe un accord avec l'OM pour les compétitions hors du cadre militaire, les légionnaires-coureurs étant licenciés au club contre une aide logistique et financière ; les légionnaires se distinguent des autres coureurs du club en portant l'écusson de la Légion sur le maillot olympien.

## Palmarès

### Européen
L'OM Athlétisme est le seul club français à avoir remporté un titre européen en cross-country.
- Coupe d'Europe des clubs champions de cross-country[3]
  - Champion : 2001
  - Vice-champion : 2005
  - Troisième : 2002, 2003 et 2006

### National
- Nommé « Club de l'année » par la Fédération française d'athlétisme en 2001[4].
- Championnat interclubs N2 2009[5].
- Championnat interclubs National 1 - C en 2010. Il joue la finale pour la montée en N1 - B mais finissant septième au classement de point, le club reste en N1 - C[6].
- Championnat interclubs National 1 - C en 2011. Mal classé au premier tour, contrairement à l'année précédente, l'OM Athlétisme joue le maintien en National 1. En finale, l'OM  finit cinquième et échappe à la relégation en National 2[7].
- Championnat interclubs National 1 - C en 2012. Très bon premier tour qui classe l'OM favori pour la montée en National 1 - B. En finale, l'OM finit second, derrière le Racing Club Nantais. L'OM sera rejoint en 2013 en National 1 par d'autres clubs provençaux comme la SOC Sainte-Marguerite Marseille et l'Athétic Club Salonais promu de National 2 en 2012[8].

## Athlètes olympiens
- Benoît Zwierzchiewski remporte le premier marathon de Marseille sous les couleurs du club[9].

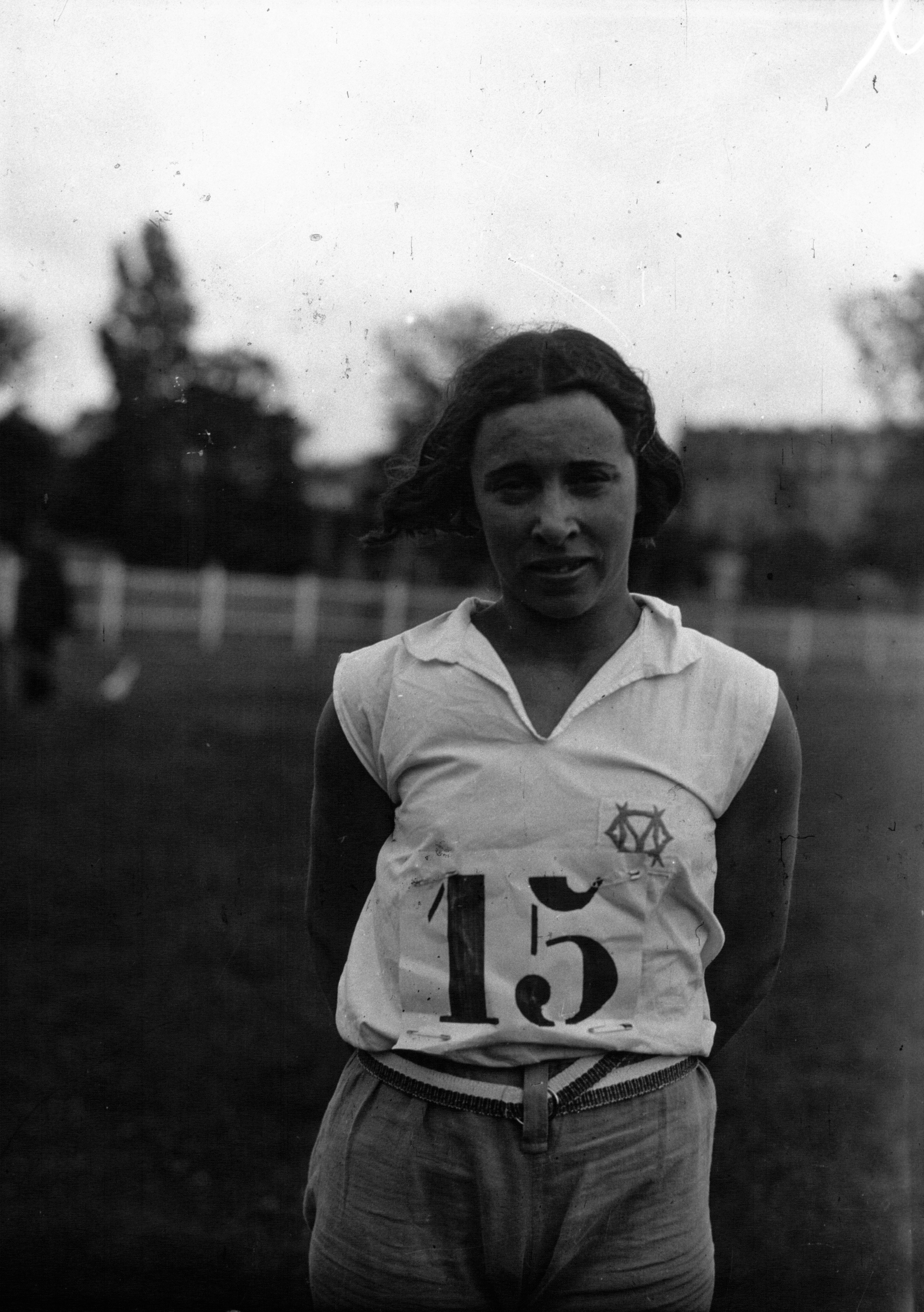
Jacqueline Combernoux, championne de France d'athlétisme sous le maillot de l'OM.

- Driss El Himer, Mohamed Ouaadi et Abdellah Behar ont contribué au titre européen en cross[10],[11],[12].
- Edwige Pitel
- Kerstin Szymkowiak
- Florent Lacasse
- Amandine Allou Affoué
- Sophie Duarte
- Léo Coti
- Jacqueline Combernoux
- Henri Scheibenstock
- Jacqueline Alauze
- Tony Martins
- Magali Maggiolini
- Fabienne Feraez
- Amy Zongo
- Nathalie Teppe
- Corinne Raux
- Lyes Ramoul
- Thierry Lubin
- Ahmed Ezzobayry
- Maamar Bengrhiba
- Faustin Guingon